# Ogcodes pygmaeus
Ogcodes pygmaeus este o specie de muște din genul Ogcodes, familia Acroceridae, descrisă de White în anul 1914. Conform Catalogue of Life specia Ogcodes pygmaeus nu are subspecii cunoscute.